# 파마스상
파마스상(FAMAS Awards; Filipino Academy of Movie Arts and Sciences Awards)은 필리핀 영화 협회에서 영화 산업의 탁월한 업적에 수여하는 상이다. 1953년에 설립되었다. 필리핀에서 가장 오래된 영화 시상식이며, 아시아의 영화상들 중 오래된 편에 속한다.
1982년, 필리핀 정부의 지시로 필리핀 영화 협회는 오스카상에 준하는 루나상을 설립하게 됐다. 이로 인해 파마스상의 권위는 2인자 격으로 격하됐다. 그럼에도 파마스상의 오랜 역사 때문에, 파마스상 수상은 여전히 영광스럽게 여겨진다.

## 같이 보기
- 루나상